# Zwolsche Boys in het seizoen 1956/57
Het seizoen 1956/1957 was het 40e jaar in het bestaan van de Zwolse betaaldvoetbalclub Zwolsche Boys. De club kwam uit in de Tweede divisie A en eindigde daarin op de 11e plaats. Ook werd deelgenomen aan het toernooi om de KNVB beker, hierin werd de club in de eerste ronde uitgeschakeld doorBNC (0–1).

## Wedstrijdstatistieken

### Tweede divisie A
| 1e speelronde                                                                              | Rheden                                                                              | 3 – 1 (1 – 1) | Zwolsche Boys                                                                     |
| 2 september 1956 Plaats: Rheden Thomassen-terrein Toeschouwers: 1.500                      | Joop Donderwinkel 25', 63', 90'                                                     |               | 12' Eef ter Bruggen                                                               |
| 2e speelronde                                                                              | Zwolsche Boys                                                                       | 3 – 4 (2 – 0) | Oosterparkers                                                                     |
| 9 september 1956 Plaats: Zwolle De Vrolijkheid Toeschouwers: 4.000 Scheidsrechter: De Haan | Herman Schrijver 5' Gerrit Dijkslag 44' Johannes Duim 83'                           |               | 62', 85' Mans Weessies 65' Cor van Dorst 75' Jan Groninger                        |
| 3e speelronde                                                                              | Go Ahead                                                                            | 2 – 0 (0 – 0) | Zwolsche Boys                                                                     |
| 23 september 1956 Plaats: Deventer Vetkampstraat Toeschouwers: 4.500                       | Willy Mos 83' Jan ten Wolde 87'                                                     |               |                                                                                   |
| 4e speelronde                                                                              | Zwolsche Boys                                                                       | 3 – 5 (1 – 2) | Veendam                                                                           |
| 30 september 1956 Plaats: Zwolle De Vrolijkheid Toeschouwers: 3.300                        | Herman Schrijver 29', 46' Toone van de Kolk 49'                                     |               | 4', 32' Piet Jager 61' Sietze de Jong 63' Jan van der Berg 80' Klaas van der Berg |
| 5e speelronde                                                                              | PEC                                                                                 | 2 – 2 (2 – 1) | Zwolsche Boys                                                                     |
| 7 oktober 1956 Plaats: Zwolle Gemeentelijk Sportpark Toeschouwers: 5.000                   | Gerrit van der Weerthof 37' Eef Wink 40'                                            |               | 30' Toone van de Kolk 67' Theo Heidenrijk                                         |
| 6e speelronde                                                                              | Zwolsche Boys                                                                       | 3 – 2 (2 – 2) | Be Quick                                                                          |
| 21 oktober 1956 Plaats: Zwolle De Vrolijkheid Toeschouwers: 3.000                          | Toone van der Kolk 16' Herman Schrijver Theo Heidenrijk 55'                         |               | 23' Jenne Smit 26' Rolf (Izzy) Greving                                            |
| 7e speelronde                                                                              | Heerenveen                                                                          | 1 – 0 (1 – 0) | Zwolsche Boys                                                                     |
| 28 oktober 1956 Plaats: Heerenveen Gemeentelijk Sportpark Toeschouwers: 3.000              | Cees Groot 1'                                                                       |               |                                                                                   |
| 8e speelronde                                                                              | Zwolsche Boys                                                                       | 4 – 2 (3 – 0) | Tubantia                                                                          |
| 11 november 1956 Plaats: Zwolle De Vrolijkheid Toeschouwers: 2.000                         | Roelof Hofman 16', 34' Herman Schrijver 28' Theo Heidenrijk 53'                     |               | Gerrit Lippinkhof 65' (pen.) Timo Broersma                                        |
| 9e speelronde                                                                              | Oldenzaal                                                                           | 2 – 2 (1 – 0) | Zwolsche Boys                                                                     |
| 18 november 1956 Plaats: Oldenzaal Het Heuveltje Toeschouwers:                             | Hennie Koopman 25' Ton Pierik 79'                                                   |               | 50' Herman Schrijver 78' Peter Tuasuun                                            |
| 10e speelronde                                                                             | Zwolsche Boys                                                                       | 3 – 1 (2 – 0) | Enschedese Boys                                                                   |
| 9 december 1956 Plaats: Zwolle De Vrolijkheid Toeschouwers:                                | Roelof Hofman 26' Theo Heidenrijk 42' Herman Schrijver 70'                          |               | 55' Hans Luiten                                                                   |
| 11e speelronde                                                                             | Zwolsche Boys                                                                       | 6 – 1 (5 – 0) | Velocitas                                                                         |
| 16 december 1956 Plaats: Zwolle De Vrolijkheid Toeschouwers: 3.000                         | Herman Schrijver 2', 19', 30' Roelof Hofman 27', 34' Toone van der Kolk 68'         |               | 87' Piet Eimers                                                                   |
| 12e speelronde                                                                             | Leeuwarden                                                                          | 5 – 3 (3 – 1) | Zwolsche Boys                                                                     |
| 23 december 1956 Plaats: Leeuwarden Gemeentelijk Sportpark Toeschouwers:                   | Gerrit Tardy 2' Jan Hoekema 5' André Hofman 16', –' Jaap van Oosten 65'             |               | 7' Roelof Hofman 49' Herman Schrijver 75' Gerard Grafhorst                        |
| 13e speelronde                                                                             | Zwolsche Boys                                                                       | 2 – 0 (0 – 0) | Zwartemeer                                                                        |
| 26 december 1956 Plaats: Zwolle De Vrolijkheid Toeschouwers: 2.500                         | Roelof Hofman 65', 71'                                                              |               |                                                                                   |
| 14e speelronde                                                                             | Zwolsche Boys                                                                       | 0 – 1 (0 – 0) | Heracles                                                                          |
| 30 december 1956 Plaats: Zwolle De Vrolijkheid Toeschouwers: 4.000                         |                                                                                     |               | 84' Herman Vrielink                                                               |
| 15e speelronde                                                                             | Zwolsche Boys                                                                       | 2 – 0 (1 – 0) | Rheden                                                                            |
| 6 januari 1957 Plaats: Zwolle De Vrolijkheid Toeschouwers: 3.000                           | Roelof Hofman 5' Theo Heidenrijk 78'                                                |               |                                                                                   |
| 16e speelronde                                                                             | Zwolsche Boys                                                                       | 0 – 0         | Go Ahead                                                                          |
| 20 januari 1957 Plaats: Zwolle De Vrolijkheid Toeschouwers: 3.000                          |                                                                                     |               |                                                                                   |
| 17e speelronde                                                                             | Veendam                                                                             | 3 – 2 (2 – 1) | Zwolsche Boys                                                                     |
| 27 januari 1957 Plaats: Veendam De Langeleegte Toeschouwers: 2.500                         | Mattheus Korte 25' Klaas van der Berg 35', 90'                                      |               | 5' Theo Heidenrijk 67' Herman Schrijver                                           |
| 18e speelronde                                                                             | Zwolsche Boys                                                                       | 4 – 0 (2 – 0) | PEC                                                                               |
| 3 februari 1957 Plaats: Zwolle De Vrolijkheid Toeschouwers: 5.000                          | Toone van de Kolk 41' Theo Heidenrijk 44' Gerrit Dijkslag 60' Herman Schrijver 76'  |               |                                                                                   |
| 19e speelronde                                                                             | Zwolsche Boys                                                                       | 2 – 2 (1 – 2) | Heerenveen                                                                        |
| 17 februari 1957 Plaats: Zwolle De Vrolijkheid Toeschouwers: 2.000                         | Herman Schrijver 3' Toone van de Kolk 52'                                           |               | 28' Cees Groot 42' Germ Hofma                                                     |
| 20e speelronde                                                                             | Velocitas                                                                           | 1 – 2 (0 – 2) | Zwolsche Boys                                                                     |
| 3 maart 1957 Plaats: Groningen Stadspark Toeschouwers: 2.500                               | Klaas van der Veen 63'                                                              |               | 3' Roelof Hofman 20' Theo Heidenrijk                                              |
| 21e speelronde                                                                             | Zwolsche Boys                                                                       | 3 – 2 (2 – 1) | Oldenzaal                                                                         |
| 10 maart 1957 Plaats: Zwolle De Vrolijkheid Toeschouwers: 3.000                            | Peter Tuasuun 19' Herman Schrijver 28', 88'                                         |               | 17', 50' Hennie Koopman                                                           |
| 22e speelronde                                                                             | Enschedese Boys                                                                     | 3 – 1 (2 – 0) | Zwolsche Boys                                                                     |
| 17 maart 1957 Plaats: Enschede Heekpark Toeschouwers: 1.500                                | Gerrit Nijsink 24', –' Hans Luiten 29'                                              |               | 50' Toone van de Kolk                                                             |
| 23e speelronde                                                                             | Zwartemeer                                                                          | 3 – 1 (1 – 1) | Zwolsche Boys                                                                     |
| 31 maart 1957 Plaats: Klazienaveen Mr. Ovingstraat Toeschouwers:                           | Jan Jacobs 20' Gerrit Pesman Geert Jacobs                                           |               | 22' Herman Schrijver                                                              |
| 24e speelronde                                                                             | Tubantia                                                                            | 2 – 1 (1 – 1) | Zwolsche Boys                                                                     |
| 14 april 1957 Plaats: Hengelo Veldwijk Toeschouwers: 2.000                                 | Jacky Jurissen 4' Chris Peddemors                                                   |               | 22' Herman Schrijver                                                              |
| 25e speelronde                                                                             | Be Quick                                                                            | 6 – 0 (4 – 0) | Zwolsche Boys                                                                     |
| 22 april 1957 Plaats: Groningen Esserberg Toeschouwers: 1.500                              | Peter de Boer 12', 86' Kees van der Leij 14', 26', 78' Toone van de Kolk 24' (e.d.) |               |                                                                                   |
| 26e speelronde                                                                             | Zwolsche Boys                                                                       | 1 – 2 (1 – 1) | Leeuwarden                                                                        |
| 5 mei 1957 Plaats: Zwolle De Vrolijkheid Toeschouwers: 1.000                               | Tjeerd Henstra 3'                                                                   |               | 29' Jaap van Oosten 65' Gerrit Tardy                                              |
| 27e speelronde                                                                             | Heracles                                                                            | 1 – 0 (0 – 0) | Zwolsche Boys                                                                     |
| 12 mei 1957 Plaats: Almelo Bornsestraat Toeschouwers:                                      | Jan Kamphuis 55'                                                                    |               |                                                                                   |
| 28e speelronde                                                                             | Oosterparkers                                                                       | 3 – 1 (1 – 0) | Zwolsche Boys                                                                     |
| 2 juni 1957 Plaats: Groningen Oosterpark Toeschouwers:                                     | Klaas Snip 2' Jan Groninger 66', 72'                                                |               | Roelof Hofman                                                                     |

### KNVB beker
| 1e ronde                                            | BNC                     | 1 – 0 (1 – 0) | Zwolsche Boys |
| 19 augustus 1956 Plaats: Finsterwolde Sportpark BNC | Hennie van der Veen 15' |               |               |

## Statistieken Zwolsche Boys 1956/1957

### Eindstand Zwolsche Boys in de Nederlandse Tweede divisie A 1956 / 1957
| Stand | Gespeeld | Gewonnen | Gelijk | Verloren | Punten | Doelpunten voor | Doelpunten tegen |
| ----- | -------- | -------- | ------ | -------- | ------ | --------------- | ---------------- |
| 11e   | 28       | 9        | 4      | 15       | 22     | 52              | 59               |

### Topscorers
| #      | Naam               | Goal |
| ------ | ------------------ | ---- |
| 1.     | Herman Schrijver   | 19   |
| 2.     | Roelof Hofman      | 11   |
| 3.     | Theo Heidenrijk    | 7    |
| 3.     | Toone van der Kolk | 7    |
| 5.     | Gerrit Dijkslag    | 2    |
| 5.     | Peter Tuasuun      | 2    |
| 7.     | Eef ter Bruggen    | 1    |
| 7.     | Johannes Duim      | 1    |
| 7.     | Gerard Grafhorst   | 1    |
| 7.     | Tjeerd Henstra     | 1    |
| Totaal | Totaal             | 52   |

| #      | Naam        | Goal |
| ------ | ----------- | ---- |
| –      | Geen speler | 0    |
| Totaal | Totaal      | 0    |

### Punten per tegenstander
|       | Be Quick | Enschede Boys | Go Ahead | Heerenveen | Heracles | Leeuwarden | Oldenzaal | Oosterparkers | PEC | Rheden | Tubantia | Veendam | Velocitas | Zwartemeer |
| ----- | -------- | ------------- | -------- | ---------- | -------- | ---------- | --------- | ------------- | --- | ------ | -------- | ------- | --------- | ---------- |
| Thuis | 2        | 2             | 1        | 1          | 0        | 0          | 2         | 0             | 2   | 2      | 2        | 0       | 2         | 2          |
| Uit   | 0        | 0             | 0        | 0          | 0        | 0          | 1         | 0             | 1   | 0      | 0        | 0       | 2         | 0          |

### Doelpunten per tegenstander
|       | Be Quick | Enschede Boys | Go Ahead | Heerenveen | Heracles | Leeuwarden | Oldenzaal | Oosterparkers | PEC | Rheden | Tubantia | Veendam | Velocitas | Zwartemeer | Totaal |
| ----- | -------- | ------------- | -------- | ---------- | -------- | ---------- | --------- | ------------- | --- | ------ | -------- | ------- | --------- | ---------- | ------ |
| Thuis | 3        | 3             | 0        | 2          | 0        | 1          | 3         | 3             | 4   | 2      | 4        | 3       | 6         | 2          | 36     |
| Uit   | 0        | 1             | 0        | 0          | 0        | 3          | 2         | 1             | 2   | 1      | 1        | 2       | 2         | 1          | 16     |
|       |          |               |          |            |          |            |           |               |     |        |          |         |           |            | 52     |